# Howick (Ontario)
Howick es un municipio canadiense situado en la provincia de Ontario.

## Superficie
Howick tiene una superficie de 286,55 km².

## Demografía
En 2021, tenía 4045 habitantes, una densidad poblacional de 14,1 hab./km², y 1414 viviendas.